# Werner Abelshauser
Werner Ludwig Abelshauser (* 24. November 1944 in Wiesloch/Baden) ist ein deutscher Wirtschaftshistoriker.

## Leben
Abelshauser studierte von 1966 bis 1970 an der Universität Mannheim Volkswirtschaftslehre und wurde 1973 bei Dietmar Petzina an der Ruhr-Universität Bochum mit einer Arbeit über Die Wachstumsbedingungen der Wirtschaft im britisch-amerikanischen Besatzungsgebiet 1945–1948 promoviert. Nach der Habilitation an der Universität Bochum 1980 lehrte er dort als Professor für Wirtschafts- und Sozialgeschichte und war von 1983 bis 1988 zudem geschäftsführender Direktor des Bochumer Instituts zur Erforschung der europäischen Arbeiterbewegung (IGA). Daneben nahm er Gastprofessuren in Bielefeld, Oxford, Göttingen, Florenz, Köln, St. Louis und Sydney wahr. Von 1989 bis 1991 hatte er am Europäischen Hochschulinstitut Florenz den Lehrstuhl für Europäische Geschichte des 20. Jahrhunderts inne. Seit 1991 leitete er den Lehrstuhl für Wirtschafts- und Sozialgeschichte an der Universität Bielefeld. Seit 2010 ist er Forschungsprofessor für Historische Sozialwissenschaft. Er hat das Bielefeld Institute for Global Society Studies mitgegründet und gehört zu den Herausgebern der Zeitschrift für Staats- und Europawissenschaften. Das Bundeswirtschaftsministerium berief zum 1. November 2011 eine unabhängige Geschichtskommission; Abelshauser ist eines von fünf Mitglieder dieser Kommission. Er gehört dem wissenschaftlichen Beirat des Roman Herzog Instituts an und ist Mitglied des Kuratoriums der Hans-Böckler-Stiftung.

## Forschung
Abelshausers Dissertation (1975) war die erste theoriegeleitete und aus den Quellen gearbeitete Untersuchung zu den Ursachen des „Wirtschaftswunders“. Ihre Ergebnisse relativieren die Bedeutung von Marshallplan, Währungsreform und Sozialer Marktwirtschaft als auslösende Kräfte des Wiederaufstiegs der westdeutschen Wirtschaft. Wichtiger sind für ihn die besonderen Rekonstruktionsbedingungen gewesen, die am Ende der „langen fünfziger Jahre“ nicht mehr reproduzierbar waren.
Viele von Abelshausers Thesen waren zunächst heftig umstritten. So bezeichnete Arnulf Baring 1985 in der FAZ seine Theorie als „fragwürdige These“. Heute zählt seine Deutsche Wirtschaftsgeschichte seit 1945 (1983) zu den Standardwerken der deutschen Wirtschaftsgeschichte. Die Zeit urteilte: „Abelshauser hat die Wirtschaftsgeschichte der Bundesrepublik neu geschrieben.“ Der deutsche Weg der Wirtschaftspolitik als Ordnungspolitik der sichtbaren Hand ist Gegenstand eines jüngsten Werkes über die Geschichte des Bundeswirtschaftsministeriums, das er als Herausgeber und Autor begleitet hat.
Ein zweites Forschungsgebiet von Abelshauser liegt in der historischen Unternehmensforschung. Seine Arbeiten zur Geschichte der BASF (2002/2004/2007) und zur Geschichte des Krupp-Konzerns im Dritten Reich (2002) gehören „zum Kernbestand einer deutschen ‚New Business History’“ (Hans-Ulrich Wehler) und haben zum Aufschwung dieser Disziplin beigetragen. Im Mittelpunkt dieser Untersuchungen steht eine in ihren ökonomischen Funktionen klar umrissene und historisch gewachsene Unternehmenskultur, der Abelshauser auch für gegenwärtige unternehmerische Entscheidungen große Bedeutung zumisst.
Ein dritter Forschungsschwerpunkt, den Abelshauser seit den achtziger Jahren verfolgt, liegt in der Neubewertung der Produktionsweise der deutschen Wirtschaft seit dem späten 19. Jahrhundert. Globalisierung und Verwissenschaftlichung hätten schon damals die „Neue Wirtschaft“ geschaffen, deren Kennzeichen nach der materiellen die „immaterielle Produktion“ ist. Er sieht im Kaiserreich ein „Treibhaus der Institutionen“, die noch heute den Rahmen der deutschen Wirtschaft bilden. Sein Buch über den „Kulturkampf“ (2003/2005/2009) zwischen der deutschen/europäischen Spielart des Kapitalismus (Rheinischer Kapitalismus) und dem amerikanischen „Standardkapitalismus“ hat ihm in der Publizistik den Ruf eines „Anwalts des deutschen Modells“ eingebracht. Diese Position und die unter Wirtschaftsforschern seltene Fähigkeit, Gegenwartsprobleme in langfristiger Perspektive zu analysieren, machen ihn für die Medien zu einem gefragten Experten in Sachen Wirtschaftskrise.
In jüngster Zeit hat sich Abelshauser auch der biographischen Forschung zugewandt. Es geht ihm dabei, wie beispielsweise in der Biografie Hans Matthöfers (2009), um die historische Dimension gegenwärtiger wirtschaftlicher Probleme. Er will herausfinden, wie und unter welchen Bedingungen sich menschliche Denk- und Handlungsweisen verändern und dabei neue wirtschaftliche, politische und gesellschaftliche Spielregeln entstehen. Im Mittelpunkt steht dabei der Begriff der „lebensgeschichtlich akkreditierten Denk- und Handlungsvarianten“, auf die Menschen zurückgreifen, wenn sie durch äußere Ereignisse veranlasst werden, ihr Denken und Verhalten zu überprüfen und ggf. zu ändern. Mit seinem biografischen Ansatz fügt Abelshauser dem Methoden-Angebot der Institutionenökonomik ein neues Instrumentarium hinzu.

## Werke (Schriften)
- Wirtschaft in Westdeutschland 1945–1948. Rekonstruktion und Wachstumsbedingungen in der amerikanischen und britischen Zone (= Schriftenreihe der Vierteljahrshefte für Zeitgeschichte. Band 30). DVA, Stuttgart 1975, ISBN 3-421-01714-X (Zugl.: Bochum, Univ., Diss., 1973 u.d.T.: Die Wachstumsbedingungen der Wirtschaft im britisch-amerikanischen Besatzungsgebiet 1945–1948).
- Wirtschaftsgeschichte der Bundesrepublik Deutschland (1945–1980), Suhrkamp, Frankfurt am Main 1983, ISBN 3-518-11241-4.
- Der Ruhrkohlenbergbau seit 1945. Wiederaufbau, Krise, Anpassung. C. H. Beck, München 1984, ISBN 3-406-30308-0.
- Wirtschaft und Rüstung in den Fünfziger Jahren (Anfänge westdeutscher Sicherheitspolitik 1945–1956. Band 4/1, hrsg. v. Militärgeschichtlichen Forschungsamt), Oldenbourg Verlag, München 1997 (Nachdruck 2001, ISBN 3-486-50882-2).
- als Hrsg.: Die BASF – Eine Unternehmensgeschichte. C. H. Beck Verlag, München 2002, ISBN 3-406-49526-5 (US-Ausgabe: German Industry and Global Enterprise. BASF: The History of a Company. Cambridge University Press, Cambridge, New York 2004, ISBN 0-521-82726-4).
- Rüstungsschmiede der Nation? Der Kruppkonzern im Dritten Reich und in der Nachkriegszeit 1933–1951. In: Lothar Gall (Hrsg.): Krupp im 20. Jahrhundert. Die Geschichte des Unternehmens vom Ersten Weltkrieg bis zur Gründung der Stiftung. Siedler Verlag, Berlin 2002, ISBN 3-88680-742-8.
- mit Jan-Otmar Hesse und Werner Plumpe: Wirtschaftsordnung, Staat und Unternehmen. Neue Forschungen zur Wirtschaftsgeschichte des Nationalsozialismus. Festschrift für Dietmar Petzina zum 65. Geburtstag. Essen 2003, ISBN 3-89861-259-7.
- Kulturkampf. Der deutsche Weg in die Neue Wirtschaft und die amerikanische Herausforderung. Kulturverlag Kadmos, Berlin 2003, ISBN 3-931659-51-8 (US-Ausgabe: The Dynamics of German Industry. Germany’s Path toward the New Economy and the American Challenge. Berghahn Books, New York/ Oxford 2005, ISBN 1-84545-072-8; Jap. Ausgabe: Keizaibunka no tousou, 3., erweiterte Auflage von Kulturkampf, University of Tokyo Press, Tokio 2009, ISBN 978-4-13-040246-0).
- Deutsche Wirtschaftsgeschichte. Von 1945 bis in die Gegenwart. 2. vollständig überarbeitete, aktualisierte und erweiterte Auflage. C. H. Beck Verlag, München 2011, ISBN 978-3-406-51094-6 (Jap. Ausgabe: Gendai Doitsu Keizairon, Asahi Shuppansha, Tokio 1994, ISBN 4-255-94003-7. Sonderausgabe: Schriftenreihe der Bundeszentrale für politische Bildung, Band 460, Bonn 2005, 2006, 2007, ISBN 978-3-89331-571-0).
- Europas Schicksal. Wirtschaft oder Politik? Die Montanunion als Lehrstück europäischer Integration (= Schriften der Stiftung Bibliothek des Ruhrgebiets. 24). Bochum 2008, ISBN 978-3-8375-0022-6.
- Des Kaisers neue Kleider? Wandlungen der Sozialen Marktwirtschaft (= Roman Herzog Institut, Position 7 (PDF-Datei; 246 kB)). München 2009, ISBN 978-3-941036-06-2.
- Nach dem Wirtschaftswunder. Der Gewerkschafter, Politiker und Unternehmer Hans Matthöfer. Dietz, Bonn 2009, ISBN 978-3-8012-4171-1.
- Ruhrkohle und Politik. Ernst Brandi 1875–1937. Eine Biographie. Klartext, Essen 2009, ISBN 978-3-8375-0203-9.
- mit David A. Gilgen und Andreas Leutzsch: Kulturen der Weltwirtschaft (= Geschichte und Gesellschaft. Sonderheft. 24). Göttingen 2012, ISBN 978-3-525-36424-6.
- mit Stefan Fisch, Dierk Hoffmann, Carl-Ludwig Holtfrerich und Albrecht Ritschl: Wirtschaftspolitik in Deutschland 1917–1990. 4 Bände. Verlag de Gruyter, Berlin/ Boston, MA 2016, ISBN 978-3-11-046281-4.
- Das Bundeswirtschaftsministerium in der Ära der Sozialen Marktwirtschaft. Der deutsche Weg der Wirtschaftspolitik (= Wirtschaftspolitik in Deutschland 1917–1990. Band 4). Verlag de Gruyter, Berlin/ Boston 2016, ISBN 978-3-11-046281-4.